# (135799) Ráczmiklós
(135799) Ráczmiklós, désignation internationale (135799) Raczmiklos, est un astéroïde de la ceinture principale.

## Description
(135799) Raczmiklos est un astéroïde de la ceinture principale. Il fut découvert le 7 septembre 2002 à Piszkesteto par Krisztián Sárneczky. Il présente une orbite caractérisée par un demi-grand axe de 2,58 UA, une excentricité de 0,12 et une inclinaison de 4,1° par rapport à l'écliptique.

## Compléments